# クラッチペダル

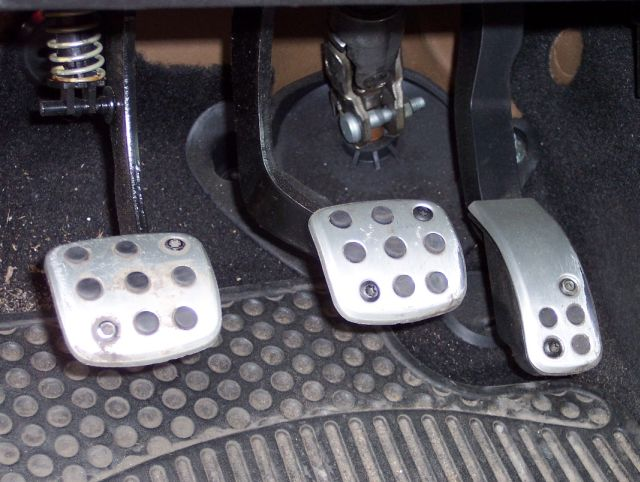
自動車運転席下部のペダル。左からクラッチペダル・ブレーキペダル・アクセルペダル

クラッチペダル（英語：clutch pedal）は、マニュアルトランスミッション(MT)を搭載した自動車などでクラッチを操作するための足踏み式の部品である。

## 概要
クラッチペダルは運転中に左足で操作しやすい位置にあり、多くの場合はブレーキペダルの左隣にある。ペダルの動作はコントロールケーブルまたは油圧回路によってクラッチの断接機構に伝達され、コントロールケーブルの場合はペダルを踏むとケーブルを引き、油圧回路の場合はペダルを踏むとマスターピストンを押すように作用する。てこの原理を利用して、ペダルを踏む力を小さくするのと同時に、操作ストロークを長くして半クラッチと呼ばれる操作を行いやすくしている。

## 半クラッチ
クラッチペダルの踏み込み加減を浅くすると、クラッチが滑りながらエンジンの動力を部分的に伝達する「半クラッチ」と呼ばれる状態になる。発進する時などに滑らかにクラッチを繋ぐことで、エンジンをストールさせたり車体の挙動を不安定な状態にすることなく運転する技法である。一方で、クラッチを滑らせている状態なので、長く続けるとクラッチの摩擦材（クラッチフェーシング）を早く摩耗させ、過熱により摩擦係数が著しく低下するフェード現象が発生する場合がある。

## ダブルクラッチ
シンクロメッシュ機構が備わっていないトランスミッション（ノンシンクロトランスミッション）を搭載している場合や、シンクロメッシュの作用だけでは充分ではない場合など、変速機構の回転速度を同調させるために、ダブルクラッチと呼ばれる運転操作が行われる場合がある。常時噛み合い式トランスミッションの変速機構は噛み合いクラッチの一種であり、歯車軸と同じ回転速度で回転するクラッチスリーブの噛み合い歯と動力伝達歯車の側面にある噛み合い歯とが噛み合って軸と歯車の間のトルク伝達を行うが、互いの回転速度の差が大きいと噛み合い歯が弾かれて接続できない場合がある。
ダブルクラッチはシフトダウンの際に、トランスミッションの変速操作の途中でニュートラルとなったときに、いったんクラッチを繋いでエンジンの回転速度を上げ、入力側のクラッチスリーブ（または歯車）の回転速度を早くして、出力側の歯車（またはクラッチスリーブ）の回転速度と同調させる操作である。クラッチペダルを踏んでシフトレバーをニュートラルの位置に操作し、クラッチペダルを繋いでアクセルペダルを少し踏み、再びクラッチペダルを踏んでシフトレバーを任意の変速段の位置に操作する。シフトダウンの一連の操作の中でクラッチペダルを2回踏むことからこのように呼ばれる。

## クラッチスタートシステム
トランスミッションをニュートラルにしないまま、クラッチペダルを踏まずにエンジンを始動させると車両が走り出して事故に繋がる恐れがあることから、日本国内では、1999年（平成11年）7月以降より新車で販売されているMT車には、クラッチペダルを踏まないとエンジンがかからない、クラッチスタートシステムの採用が義務付けられている。